# Clarke Island
Clarke Island ist die drittgrößte und südlichste Insel der Furneaux-Gruppe in der Bass-Straße zwischen dem australischen Bundesstaat Victoria und der Insel Tasmanien, der Hauptinsel des gleichnamigen australischen Bundesstaates. Die höchste Erhebung mit 206 Metern liegt nahe der Nordwestküste.
Sie liegt unmittelbar südlich von Cape Barren Island. Östlich von Clarke Island liegen die kleineren Inseln Forsyth Island in ca. 6 km Entfernung und Passage Island in 8 km Entfernung.  Westlich liegen mehrere kleinere Inseln, von denen die größte Spike Island mit ca. 300 m Länge ist. Die Insel ist verwaltungstechnisch Teil der Flinders Municipality des Bundesstaates Tasmanien. Auf Clarke Island leben nur 6 Einwohner. Im Nordwesten der Insel liegt ein Flugplatz.
Clarke Island liegt in den Roaring Forties.